# Cymbopetalum stenophyllum
Cymbopetalum stenophyllum Donn.Sm. – gatunek rośliny z rodziny flaszowcowatych (Annonaceae Juss.). Występuje naturalnie w Salwadorze, Gwatemali oraz meksykańskim stanie Chiapas. 

## Morfologia
PokrójZimozielone drzewo lub krzew dorastające do 3–7 m wysokości.
LiścieMają eliptyczny kształt. Mierzą 3,9–22 cm długości oraz 2,1–5,5 cm szerokości. Nasada liścia jest od ostrokątnej do klinowej. Liść na brzegu jest całobrzegi. Wierzchołek jest ostry lub spiczasty. Ogonek liściowy jest owłosiony i dorasta do 1–2 mm długości.
KwiatyZebrane w pęczki. Rozwijają się w kątach pędów lub bezpośrednio na gałęziach (kaulifloria). Działki kielicha mają owalny kształt i dorastają do 3–5 mm długości. Płatki mają owalny kształt i osiągają do 17–22 mm długości. Kwiaty mają 9–19 słupków.
OwocePojedyncze. Osiągają 32–45 mm długości.

## Biologia i ekologia
Rośnie w lasach. Występuje na wysokości do 700 m n.p.m.